# Atylostoma simillimum
Atylostoma simillimum är en tvåvingeart som först beskrevs av Townsend 1926.  Atylostoma simillimum ingår i släktet Atylostoma och familjen parasitflugor. Inga underarter finns listade i Catalogue of Life.